# Théo Frilet
Théo Frilet (Parigi, 1987) è un attore francese.

## Biografia
Ha studiato arte drammatica a Parigi, al WRZ Théâtre prima di frequentare il Cours Florent dal 2003 al 2005. Ha esordito come attore nel 2006 nel film televisivo Un jour d'été.
Tra i suoi film sono da ricordare Nés en 68 (2008), Nos 18 ans (2008), Plein sud - Andando a sud (2009), Saïgon, l'été de nos 20 ans (2011) e Quartier latin (2013).
Nel 2013 ha doppiato l'attore Jamie Bell nella versione francese del film Snowpiercer.

## Filmografia

### Attore

#### Cinema
- Week-end à la campagne, regia di Matthieu Salmon (2007) - Cortometraggio
- Ceux qui restent, regia di Anne Le Ny (2007)
- Nés en 68, regia di Olivier Ducastel e Jacques Martineau (2008)
- Nos 18 ans, regia di Frédéric Berthe (2008)
- Des poupées et des anges, regia di Nora Hamdi (2008)
- Boys on Film 2: In Too Deep, regia di Trevor Anderson, Craig Boreham, Soman Chainani, Arthur Halpern, Julián Hernández, Tim Hunter, Till Kleinert, Håkon Liu, Matthieu Salmon (2009) - segmento "Week-end à la campagne"
- Plein sud - Andando a sud (Plein sud), regia di Sébastien Lifshitz (2009)
- Elle, regia di Vincent Toujas (2015) - Cortometraggio
- Hasard et Sérendipité sont dans un bateau, regia di Théo Frilet (2016) - Cortometraggio
- Dehors, tu vas avoir si froid, regia di Arnaud Sadowski (2016)
- Ekilore, regia di Mathilde Araujo (2017) - Cortometraggio
- Colombus, regia di Ludovic Veltz (2019) - Cortometraggio

#### Televisione
- Un jour d'été, regia di Franck Guérin (2006) - Film TV
- Guy Môquet, un amour fusillé, regia di Philippe Bérenger – film TV (2008)
- Des gens qui passent, regia di Alain Nahum – film TV (2009)
- La marquise des ombres, regia di Édouard Niermans – film TV (2010)
- Isabelle disparue, regia di Bernard Stora (2011) - Film TV
- Une vie française, regia di Jean-Pierre Sinapi (2011) - Film TV
- Saïgon, l'été de nos 20 ans, regia di Philippe Venault (2011) - Miniserie TV
- Rouge Brésil, regia di Sylvain Archambault (2012-2013) - Miniserie TV
- Quartier latin, regia di Michel Andrieu (2013) - Film TV
- Candice Renoir – serie TV, 1 episodio (2014)
- Ceux de 14 – serie TV, 6 episodi (2014)
- Versailles (Versailles) – serie TV, 2 episodi (2015)
- Delitto a... (Meurtres à...) – serie TV, 1 episodio (2016)
- Cassandre (Cassandre) – serie TV, 1 episodio (2016)
- Mongeville – serie TV, 1 episodio (2017)
- Un mensonge oublié, regia di Éric Duret (2018) - Film TV
- La révolte des innocents, regia di Philippe Niang (2018) - Film TV
- Profiling (Profilage) – serie TV, 1 episodio (2018)
- L'ora della verità (Le temps est assassin) – serie TV, 4 episodi (2019)

### Regista
- Hasard et Sérendipité sont dans un bateau (2016) - Cortometraggio

### Sceneggiatore
- Hasard et Sérendipité sont dans un bateau, regia di Théo Frilet (2016) - Cortometraggio

## Doppiaggio

### Cinema
- Eddie Redmayne dans (5 film) :
  - Une merveilleuse histoire du temps (2015): Stephen Hawking
  - Danish Girl (2016): Einar Wegener / Lili Elbe
  - Les Animaux fantastiques (2016): Norbert Dragonneau
  - Les Animaux fantastiques: Les Crimes de Grindelwald (2018): Norbert Dragonneau
  - The Aeronauts (2019): James Glaisher
- 2013: Snowpiercer, le Transperceneige : Edgar (Jamie Bell)
- 2014: The Giver : Asher (Cameron Monaghan)
- 2016: Elvis and Nixon : Dwight Chapin (Evan Peters)
- 2016: Divergente 3: Au-delà du mur: Matthew (Bill Skarsgård)
- 2017: The Wife: David Castleman (Max Irons)
- 2018: The Passenger: Jimmy (Adam Nagaitis)
- 2018: A Star Is Born: Rez (Rafi Gavron)
- 2019: Escape Game : il professore d'università di Zoey (Cornelius Geaney Jr.)
- 2019: Parasite: Ki-woo (Choi Woo-sik)

### Televisione

#### Serie televisive
- 2019: What/If : Sean Donovan (Blake Jenner)
- 2019: Mindhunter: Elmer Wayne Henley Jr. (Robert Aramayo)
- 2019: Skylines: ? (?)
- 2019: The Politician: Payton Hobart (Ben Platt)
- 2020 : Locke and Key : Javi (Kevin Alves)

#### Serie d'animazione
- 2019 : Carole & Tuesday: un giornalista

### Libri audio
- 2018 : Les Animaux fantastiques